# 龙羿井
28°13′15″N 121°18′35″E / 28.22092°N 121.30986°E
龙羿井，又名龙㴁井，是一个位于中国浙江省玉环市楚门镇筠岗村磨车路筠岗小学西面的古井，是玉环市文物保护单位之一。

## 特点
古井四周均为村民住宅。井栏高0.35米、呈圆锥形，井壁厚约0.08米，至井底5.56米，仍有活水。井栏外周镌有八个方框，其中七个方框分别篆刻“筠”、“岗”、“古”、“迹”、“龙”、“㴁”、“井”，另一框刻“大清道光戊申年伏月吉旦”十一个小字（即1848年）。2004年1月13日，公布为玉环县级文物保护单位。水井附近地面为后来浇注。2015年11月23日，玉环政府公布当地10处县级文物保护单位划定保护范围和建设控制地带，其中以古井为基准，向外拓展以划定界线，东面距约2米、南面距约5米、西面距约5米、北面距约5米为保护范围。